# Montego Bay

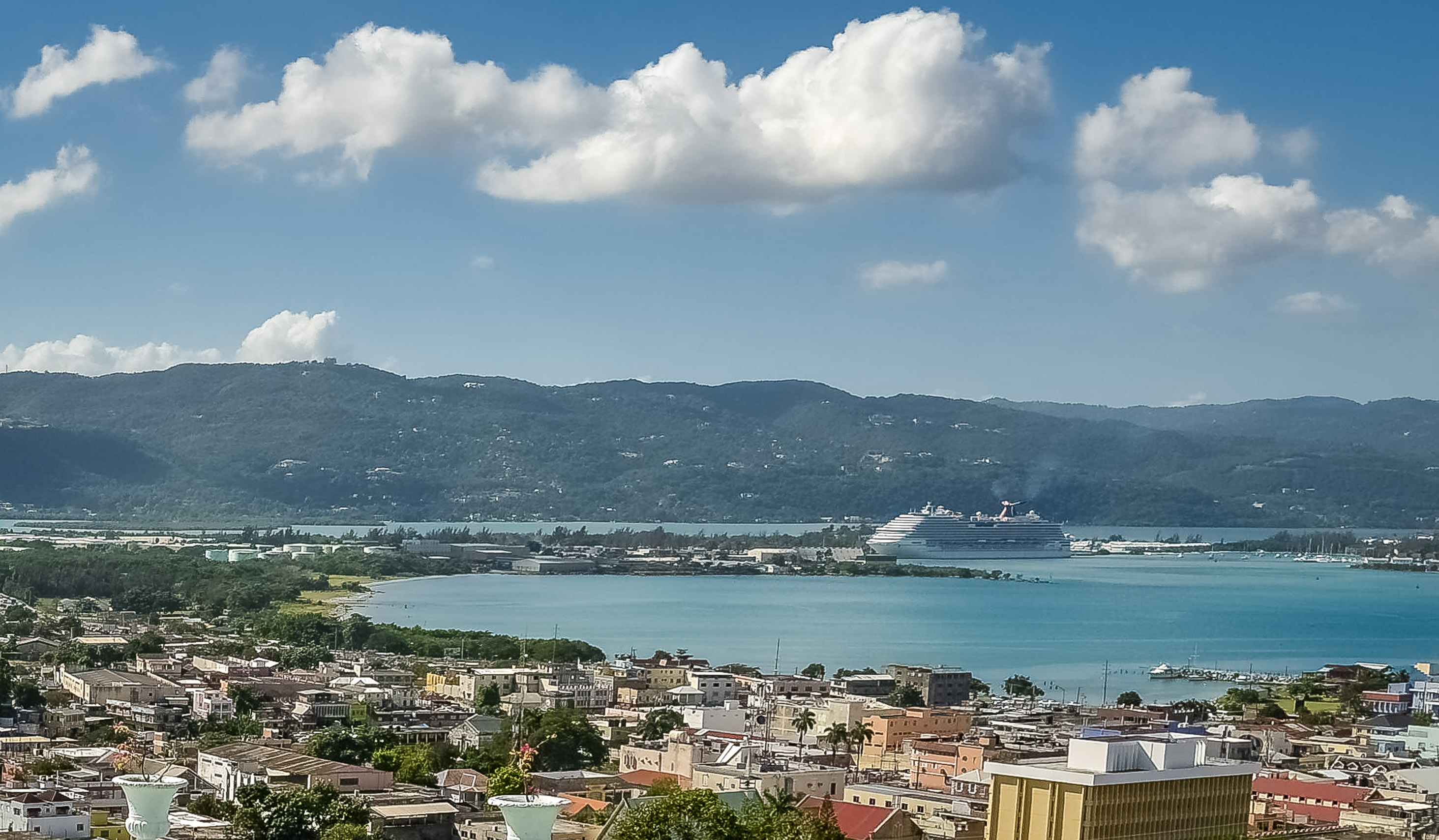
Montego Bay 2021

Montego Bay là thủ phủ của giáo xứ St James và các thành phố lớn thứ hai ở Jamaica theo diện tích và thứ tư theo dân số (sau Kingston, Spanish Town và Portmore).
Đây là điểm đến du lịch với mua sắm miễn thuế, cảng tàu du lịch biển và những bãi biển. Thành phố tựa vào dãy núi thấp.

## Lịch sử
Christopher Columbus lần đầu tiên đến thăm hòn đảo năm 1494, đã đặt tên cho nó làvịnh Golfo de Buen Tiempo. Cái tên "Montego Bay" được cho là có nguồn gốc như là một từ sai của manteca trong tiếng Tây Ban Nha ("mỡ"), bị cáo buộc vì trong các thời kỳ Tây Ban Nha nó là cổng nơi mỡ, da, và thịt bò đã xuất khẩu. Trong kỷ nguyên của chế độ nô lệ, từ giữa thế kỷ 17 cho đến năm 1834, và vào thế kỷ 20, thị trấn có chức năng chủ yếu như là một cảng đường. Cuộc nổi dậy của nô lệ cuối cùng của hòn đảo lớn, cuộc nổi loạn, hoặc là chiến tranh Baptist (1831-1832) đã diễn ra tại khu vực xung quanh Montego Bay, chỉ huy bởi Samuel Sharpe, người đã bị treo cổ vào năm 1832. Năm 1975, Sharpe đã được công bố một anh hùng quốc gia của Jamaica, và quảng trường chính của thị xã được đổi tên để vinh danh ông.
Trong năm 1980, Montego Bay đã được công bố một thành phố theo một đạo luật của quốc hội, nhưng điều này không có nghĩa rằng nó đã mua lại bất kỳ hình thức tự chủ như nó vẫn tiếp tục là một phần không thể thiếu của giáo xứ St James.
Hôm nay, Montego Bay được biết đến với bệnh viện khu vực lớn (Bệnh viện đa khoa khu vực Cornwall), thiết bị cảng, nhà thứ hai cho nhiều người Jamaica lớp trên từ Kingston như Bắc Mỹ và châu Âu, nhà hàng, và cơ hội mua sắm. Coastland gần Montego Bay có rất nhiều khu du lịch, xây dựng mới nhất, một số chiếm các căn cứ của các đồn điền mía đường cũ với một số tòa nhà ban đầu và nhà máy hoạt động vẫn còn đứng. Nổi tiếng nhất trong số này là White Witch's Rose Hall and Tryall,, cả hai đều là sân gôn đẳng cấp thế giới.
Cơ sở hạ tầng của thành phố đang trải qua một thời kỳ hiện đại hóa nhanh chóng nhằm mục đích để giữ cho Montego Bay như một điểm đến hàng đầu trong vùng biển Caribbean và trên thế giới. Trung tâm Hội nghị Montego Bay, được xây dựng trên một địa điểm lớn gần các bất động sản Rose Hall, đã được mở ra bởi Thủ tướng Jamaica Bruce Golding trên 07 Tháng Một 2011.
Thành phố có sân bay quốc tế Sangster.